# Holub vínokrký
Holub vínokrký (Ptilinopus porphyreus) je druh holubovitého ptáka, obývajícího vysokohorské lesy indonéských ostrovů Sumatra, Jáva a Bali. Žije převážně skrytě, i jeho volání je tišší než u jiných holubů.
Živí se ovocem, většinu života stráví na stromech, kde také hnízdí. Samice snáší jedno až dvě vejce. Mláďata se líhnou po dvaceti dnech a po patnácti dnech jsou schopna letu.
Je dlouhý okolo 28 cm, samci bývají mírně větší než samice. Hlava a hruď mají vínově červené zbarvení, které je odděleno širokým bílým tmavě lemovaným pruhem od šedivého břicha. Hřbet a horní strana křídel jsou smaragdově zelené s kovovým leskem. Zobák má světle zelený a nohy načervenalé. Toto pestré zbarvení mu umožňuje opticky splynout s vegetací v džungli.
Bývá občas chován v zajetí jako okrasný pták.